# Vジャンプ海賊ステーション
古田新太のVジャンプ海賊ステーション（ふるたあらたのブイジャンプかいぞくステーション）は、ニッポン放送で1991年10月から1994年3月まで放送されたゲーム情報番組である。

## パーソナリティ
- 古田新太
- 犬山犬子（現：犬山イヌ子）

## 放送時間
- 1991年10月-1992年3月毎週日曜19:30-20:00
- 1992年4月-9月毎週月曜20：30-21：00
- 番組末期、土曜日21:30-22:00

## 概要
雑誌『Vジャンプ』との連動番組である。
『横山智佐の不思議の国の素敵にメモワール』というアニメ情報番組を電波ジャックし放送する（という設定の海賊ごっこ）スタイルで製作され（素敵にメモワールは地方局に裏送り）、Vジャンプ提供のゲーム情報や、（鳥山明・堀井雄二・坂口博信・広井王子が開発したという設定の）架空のゲーム『ドラゴンファンタジー』についての情報を受けつけるコーナーが存在した。それを番組中期になると横山ファンからの苦情が殺到し、「一部でジャックされてるらしいんだよね･･･」と不満を表明。まもなく横山が番組に乱入してからは準レギュラーとなり、既述のゲームをもとにしたラジオドラマ『ドラゴンファンタジー』の勇者役も務めた。現在でいうアニラジにあたるが、当時そのような呼ばれ方はまだされていない。
番組の末期には、荘口彰久・粟根まこと・千葉麗子・シャ乱Qが週替りで新作ゲームの紹介や番組企画のコーナーに出演していた。
古田・犬山コンビのやり取りが好評で本番組終了後も翌週から『サンデーおちゃめナイト』を務めるに至る。
構成作家を宮川賢が務めていた。
OPテーマ曲は、バンドグループTHE THRILL
のTheme Of The Thrill

## 関連リンク
- Vジャンプ
- ダンジョンV - 同じくVジャンプ連動番組であり、犬山が主題歌を務めた。
- そのまんま東のバーチャル情報局 - 同時期に放送されていた番組であり、一コーナーとして「Vジャンプ放送局」があった。